# Erkki Aaltonen
Erkki Werner Aaltonen (* 17. August 1910 in Hämeenlinna; † 8. März 1990 in Helsinki) war ein finnischer Violinist, Dirigent, Komponist und Lehrer.

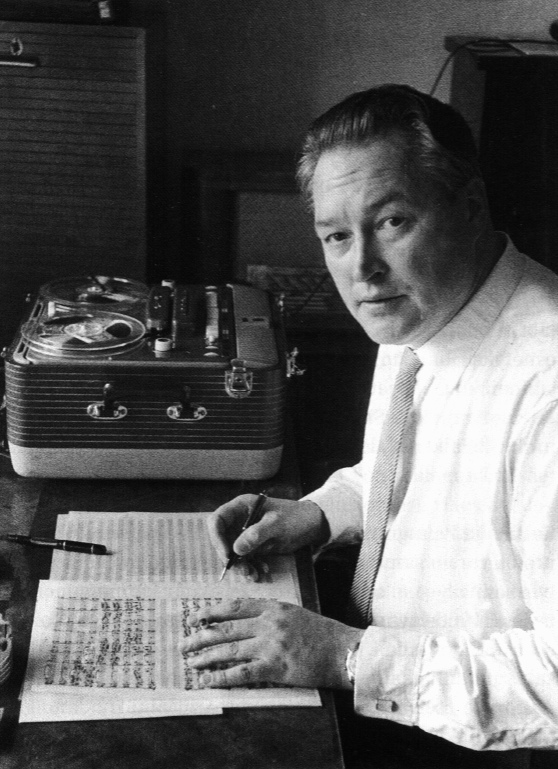
Erkki Aaltonen

## Leben
Seine Eltern waren der Pächter Nestor Aaltonen und seine Frau Ida. Nestor konnte einfache Musikinstrumente bauen und gab diese Fähigkeit an Erkki weiter. Mit 13 Jahren begann er, Violine zu spielen und spielte dann im Jugendorchester Hämenlinna. Dort besuchte er auch die Gewerbeschule. Von 1929 bis 1939 studierte er Violine, Klavier und Orgel am Musikkonservatorium in Helsinki, das 1939 in Sibelius-Akademie umbenannt wurde. Er nahm auch privaten Kompositionsunterricht, von 1930 bis 1940 bei Väinö Raitio und zwei Semester 1940 bei Selim Palmgren. 1934 heiratete er die Schriftstellerin Annikki Marunan, mit bürgerlichem Namen Ilta Annikki Tyyne Virtasen. Sie schrieb zu vielen seiner Lieder die Texte. Als Violinist arbeitete er von 1935 bis 1945 beim Orchester des Theaters von Helsinki und von 1945 bis 1947 beim Rundfunksinfonieorchester. Als Bratschist spielte er von 1945 bis 1966 im Philharmonischen Orchester Helsinki. 1947 schloss er einen Dirigierkursus an der Sibeliusakademie ab. Er leitete von 1956 bis 1963 den Kullervo-Chor, das Orchester des polytechnischen Instituts von 1959 bis 1961, das Lohjan Orchester von 1964 bis 1966 und als Gastdirigent zahlreiche ausländische Orchester und Chöre. Von 1966 bis 1973 leitete er das Kemi Musikinstitut. Seine Musikauswahl war oft aktueller Natur. 1957 schrieb er die Musik zum Film Sockenskomakarna [Gemeindemitglieder].
Sein bekanntestes Werk ist die 2. Sinfonie mit dem Beinamen Hiroshima. Er vollendete sie 1949. Die Premiere fand 1949 in Helsinki statt. Er leitete selbst das Philharmonische Orchester Helsinki. Es folgten Aufführungen 1950 in Prag, 1952 in Warschau, 1953 in Bukarest, 1955 in Krakau und 1960 in Tallinn. Am 15. August 1955, zehn Jahre nach dem Fall der Atombombe, wurde sie vom Kansai Philharmonic Orchestra, dem heutigen Philharmonischen Orchester von Osaka unter Takashi Asahina in Hiroshima aufgeführt. Am 8. Juli 2014 wurde die Originalpartitur in den Hiroshima Municipal Archives noch einmal der Öffentlichkeit gezeigt. Das Werk steht im Geist des Friedens und die Friedensbewegung spielte eine große Rolle in seinem Leben. Er bereiste häufig die Nachbarländer und interessierte sich für die Volksmusik dieser Länder. Zu Rumänien hatte er eine engere Beziehung. Er war sogar Vizepräsident der Suomi Romania–seuran [Finnisch-Rumänische-Gesellschaft].
Aaltonens kompositorisches Schaffen begann in einer Zeit, in der sich die finnische Musik nach Jahren der Moderne wieder auf einen nationalen, romantischen Stil zubewegte. Dies zeigt sich in Aaltonens Arbeiten. Die späteren Werke zeigen auch Merkmale der finnischen Nachkriegsmusik.

## Werke (Auswahl)
Die Nationalbibliothek Finnland in Helsinki hat eine Liste ihrer umfangreichen Manuskriptsammlung der Werke Aaltonens veröffentlicht.
Auch das Finnish Music Information Centre führt eine Anzahl seiner Werke auf.

### Orchesterwerke

#### Sinfonien
- Nr. 1 in C; Die Sinfonie vollendete er 1938 und überarbeitete sie nochmals 1947.[3]
- Nr. 2 Hiroshima – Sinfonie für großes Orchester (1949); I. Introduzione: Andante sostenuto, II. Allegro, III. Scherzo vivace, IV. Fuga, V. Culminazione, VI. Epitafio, VII. Finale; Dauer: 37 min[11]
- Nr. 3 (1952)
- Nr. 4 (1959) „La faccia del huomo“
- Nr. 5 (1964)

#### Weitere Werke für Orchester
- Hämeenlinna; Orchestersuite; 1951
- Macbeth, Musik zu einem Radiohörspiel
- Marschhumoreske für kleines Orchester
- Overtura ballabile; 1958
- Polca sinfonica
- Spärenharmonie
- Sinfonia Runoilijan kuolema [Tod des Dichters]
- Hämäläinen kansanpel; finnische Rhapsodie für Orchester
- Tanz-Intermezzo
- Valssi improvisatio

#### Ballettmusik
- Balettsuiten aus Laponia (1956) und 1959
- Kimmon kosto [Kimmons Rache], 1958
- Nummisuutarit [Die Heideschuster], 1963

#### Werke für Solisten mit Orchester
- Klavierkonzert Nr. 1 (1948) I. Largamente, ben tenuto II. Incominciare grave sostenuto III. Non troppo Dauer: 25 min[12]
- Klavierkonzert Nr. 2 (1954)
- Violinkonzert (1966)
- Nummisuutarit, Konzertsuite für Gesangssolisten, Solovioline und Orchester

### Kammermusik
- Neun Streichquartette; entstanden von 1932 bis 1937
- Sonata grande F-Dur für Oboe und Klavier (1946)
- Präludium und Allegro g-moll und G-Dur; Fassungen für Violine oder Viola und Klavier; 1948
- Il flauto d'argento; Una fantasia piccola per flauto e piano; 1981[13]
- Il flauto di legno; Una fantasia per flauto e piano; 1981

### Klaviermusik
- 6 Klaviersonaten; Nr. 1 bis Nr. 5 entstanden zwischen 1932 und 1946 und wurden in den 1970er überarbeitet; Nr. 6 entstand 1977
- Andante elegiaco, per organo o piano, in memoriam; 1977[14]
- Gavotta alla Bach; 1981[15]
- Impressione für Klavier; 1982
- Klavierstücke

### Vokalmusik

#### Chorwerke
- Canto dell'umanita für Frauenchor, Männerchor, Solisten und Orchester (1984) I Yksin = Ensam [Allein = Einsam] II Livets villkor [Livets dunkla villkor] = Elämän hämärät ehdot III Eräs voima on = Det finns en kraft IV Svag och bräcklig = Heikko ja hauras [Schwach und zerbrechlich] V Usko - toivo - laupeus = Tro - hoppet - barmhärtighet. [Glaube – Hoffnung – Barmherzigkeit][16]

- Arktisen meren äärellä [Am arktischen Meer] für 4st. gemischten Chor; Text: Anniki Maruna
- Ennen talvea [Vor dem Winter] für 4st. Männerchor; Text: Anniki Maruna
- Lacrimosa für 4st. gemischten Chor; Text: Anniki Maruna

#### Lieder
- Elämän katoavaisuus [Vergängliches Leben]; Liederzyklus für Bariton mit Klavier oder Orgelbegleitung nach Psalm 39; I. Minä olin vaiti [Ich schwieg] II. Herra opeta minua [Herr, lehre mich] III. Varjona vain [Nur noch ein Schatten][17]; 1979

### Filmmusik
- Sockenskomakarna [Gemeindemitglieder], 1957[6]

## Rezeption
Bei Pantheon wird Erkki Aaltonen auf Rang acht der bedeutendsten finnischen Komponisten gelistet.

## Einspielungen
- Canto dell'umanita für Frauenchor, Männerchor, Solisten und Orchester; Leena Murto (Sopran), Viking Smes (Tenor), Philharmonisches Orchester Helsinki, Polyteknikkojen Kamarikuoro Dominante, Ltg. Seppo Murto; 1984; Dauer : 22:51 min[16]
- Elämän katoavaisuus [Vergängliches Leben]; Jorma Hynninen (Bariton), Tapio Tiitu (Orgel); Taivallahti Kirche Helsinki; 1984[19]